# Trichoglossus forsteni
Il lorichetto dal petto scarlatto (Trichoglossus forsteni Bonaparte, 1850) è un uccello della famiglia Psittaculidae endemico dell'Indonesia.

## Descrizione

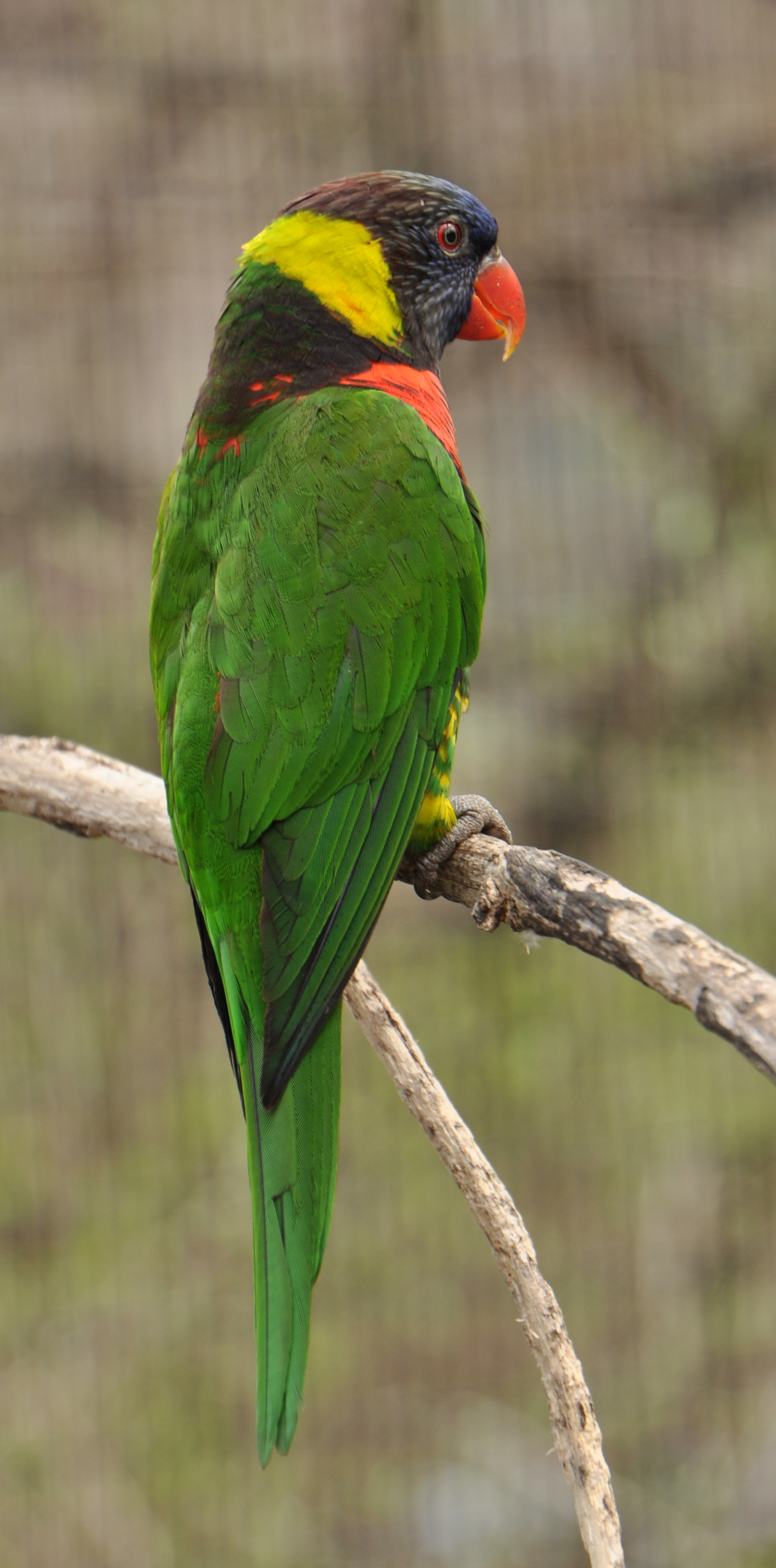

Il lorichetto dal petto scarlatto misura dai 25 ai 30 cm di lunghezza. Si riconosce facilmente per il vistoso collare giallo e per la parte superiore del petto, di colore rosso acceso. La testa e il ventre sono di una tonalità violacea molto scura mentre il resto del corpo è verde. 

## Biologia
Il nido è costituito da una profonda cavità in un grosso tronco d'albero.

## Distribuzione e habitat
Vive nelle foreste sia primarie che secondarie di pianura e di bassa montagna e frequenta inoltre le piantagioni. Preferisce i margini forestali. È diffuso esclusivamente nelle isole indonesiane di Bali, Lombok, Sumbawa, Tanahjampea e Kalaotoa.